# Cargo (film, 1981)
Pour les articles homonymes, voir Cargo (homonymie).
Pour plus de détails, voir Fiche technique et Distribution.
Cargo est un film français réalisé par Serge Dubor et sorti en 1981.

## Synopsis
Giovanni, bûcheron italien, travaille dans le Jura. Il y fait la connaissance d'une jeune fille en vacances, Louise, à laquelle il s'attache après une aventure qu'elle, au contraire, estime passagère. Il la rejoint à Rouen où sa passion le conduit à séquestrer Louise dans un cargo désaffecté.

## Fiche technique
- Titre : Cargo
- Réalisation : Serge Dubor
- Assistant : Marc Angelo
- Scénario : Serge Dubor et Annie Touquet
- Photographie : Robert Alazraki
- Son : Michel Laurent
- Décors : Raoul Albert
- Musique : Jim Cuomo
- Montage : Hélène Muller
- Sociétés de production : J.E.G.A. - Gaumont
- Pays de production :  France
- Durée : 94 minutes
- Date de sortie : France - 2 décembre 1981

## Distribution
- Michele Placido : Giovanni
- Corinne Dacla : Louise
- Jean-Pierre Bagot : Henri
- Alain Fourès : Jacques
- Anne Teyssèdre
- André Julien